# Rilhac-Rancon
Rilhac-Rancon är en kommun i departementet Haute-Vienne i regionen Nouvelle-Aquitaine i västra Frankrike. Kommunen ligger i kantonen Ambazac som tillhör arrondissementet Limoges. År 2022 hade Rilhac-Rancon 4 733 invånare.

## Befolkningsutveckling
Antalet invånare i kommunen Rilhac-Rancon
| Referens: INSEE |